# The Curse of Monkey Island
The Curse of Monkey Island (in italiano La maledizione di Monkey Island) è un videogioco di genere avventura grafica per Windows, terzo capitolo della saga di Monkey Island e prodotto nel 1997 a distanza di sei anni dal precedente episodio, Monkey Island 2: LeChuck's Revenge.

## Trama
Questo episodio, ambientato attorno al 1687 (come scritto sul doblone che fa da icona di comando), inizia con Guybrush Threepwood che vaga sperduto nell'oceano, all'interno di una macchinina dell'autoscontro, scrivendo una pagina del suo diario. Egli giunge a Plunder Island, dove è in corso una battaglia fra la ciurma di LeChuck e il fortino dell'isola, governata da Elaine Marley. Guybrush, dall'interno della nave di LeChuck, riesce a sventare l'attacco, e a distruggere lo zombie, colpito dalla sua stessa palla di cannone maledetta. Sbarcato sulla costa, Guybrush offre a Elaine un anello preso nella nave, ignorando che questo è maledetto. La donna viene quindi tramutata in una statua d'oro dalla maledizione voodoo e Guybrush comincia la sua avventura.
In un colloquio con la Voodoo Lady, Guybrush scopre che l'unico modo per rompere la maledizione è far indossare alla statua d'oro un altro anello, perfettamente puro, che egli potrà trovare su Blood Island. Dopo il dialogo, Guybrush verrà anche a sapere che la statua, da lui lasciata sulla spiaggia, è stata rubata. Il protagonista, dopo alcune peripezie, riesce a trovare una ciurma per salpare verso Blood Island (i barbieri di Plunder Island) e a ritrovare Elaine, sepolta in un teatro da un branco di scimmie pirata, e, trovata una mappa di Blood Island, parte con la nave sottratta alle scimmie, il Cetriolo di mare. Sulla rotta, tuttavia, la mappa gli verrà rubata dal capitano pirata René Rottingham, che Guybrush dovrà sconfiggere in duello.
Nel frattempo LeChuck, i cui stivali sono stati raccolti da due incauti pirati, torna in vita sotto forma di non-morto, e inizia a formare un esercito di suoi simili.
Giunto su Blood Island l'equipaggio del Cetriolo di mare si ammutina, e Guybrush deve continuare da solo nella sua ricerca. Scopre nell'hotel dell'isola che l'anello da lui cercato appartiene alla Famiglia Goodsoup, precisamente alla defunta Minnie Goodsoup, ragazza che fu amante di LeChuck, mentre il diamante che era un tempo sull'anello è stato venduto ai contrabbandieri di Skull Island proprio da LeChuck. Guybrush, fingendo per due volte di morire, riesce a ottenere l'anello. Quindi, richiamando sull'isola un misterioso traghettatore, il Gallese Volante, riesce ad arrivare su Skull Island e a impossessarsi del diamante. Ricostruito l'anello puro, Guybrush libera Elaine dalla maledizione ma i due vengono subito catturati dai non-morti di LeChuck.
Condotto su Monkey Island, Guybrush si ritrova nel parco divertimenti della Fiera dei Dannati, costruito da LeChuck sull'isola. Qui Guybrush potrà fare un lungo dialogo con il non-morto, le cui parole si riallacciano agli eventi, e in particolare al finale, del secondo episodio: LeChuck spiega che i misteriosi corridoi e il parco divertimenti Big Whoop, dove il secondo episodio si conclude, non si trovano a Dinky Island, come il precedente episodio fa credere, ma a Monkey Island, e fanno parte della Fiera dei Dannati da lui progettata e costruita. Guybrush viene anche a sapere che il tesoro di Big Whoop è in realtà la porta dell'Inferno, che se varcata dona l'immortalità in forma di non-morte: convinti di essere in un semplice luna park, i visitatori della Fiera dei Dannati vengono in realtà portati a Big Whoop e trasformati in zombi al servizio di LeChuck.
Dopo il dialogo LeChuck esce di scena, intenzionato a rendere Elaine Marley una non-morta sua pari, così da restare eternamente insieme a lei. Inoltre, il malvagio pirata lancia una maledizione su Guybrush, facendolo tornare bambino. Guybrush, rotta la maledizione, inseguirà LeChuck sulle montagne russe, dove riuscirà a seppellire il suo nemico sotto una montagna di ghiaccio. L'avventura si conclude sulla scena del matrimonio fra Guybrush Threepwood e Elaine Marley.

## Modalità di gioco
A differenza dei precedenti episodi (Monkey Island 1 e Monkey Island 2) nati per il sistema operativo DOS, The Curse of Monkey Island approda alla piattaforma Windows grazie all'ultima incarnazione del motore SCUMM, la ottava, con una grafica in stile cartoon a 256 colori. La colonna sonora non è più costituita da file MIDI e i dialoghi sono dotati di sonoro, anche in italiano.
Dall'interfaccia scompare la barra fissa dei comandi e dunque i fondali possono essere a pieno schermo. Quando il cursore si avvicina ad un oggetto sensibile diventa rosso e, cliccando, appare un tipico doblone d'oro (è visibile la data di conio, il 1687) sul quale sono incisi una mano, un teschio e un pappagallo, selezionabili per scegliere rispettivamente un'azione tra Prendi, Esamina e Parla.
Anche l'inventario è sparito: qui assume l'apparenza di un baule ed è accessibile con la pressione del tasto destro del mouse.
Nel menu appare come opzionabile un'accelerazione 3D; cliccandoci sopra si rivela essere uno scherzo dei programmatori.
Il gioco è suddiviso in 6 capitoli:
1. Il dono del pirata zombie LeChuck;
2. La maledizione peggiora;
3. Tre vele al vento;
4. Il barista, il ladro, la nipote e l'amante;
5. Il bacio della scimmia ragno;
6. Guybrush se la cava ancora.

## Personaggi

### Principali
Guybrush Threepwood
Ormai maturo (sebbene non abbia più la barba che aveva nel secondo episodio), con la sua giacca di pelle e le sue scarpe bucate, si ritrova solo in una macchinina per l'autoscontro in mezzo all'oceano, per poi complicarsi la vita nella nave di LeChuck e maledire la sua fidanzata, seppure a propria insaputa, nel tentativo di chiederle di sposarlo. Dopo altre avventure, fra Plunder Island, Blood Island, combattimenti navali, Skull Island e la Fiera dei Dannati, Guybrush riesce a salvare la sua amata.
LeChuck
Ormai non più semplicemente zombie, ma non-morto (grazie ai poteri di Big Whoop), LeChuck dichiara guerra a Plunder Island per conquistare Elaine Marley. Dopo essere stato colpito dalla sua stessa palla di cannone voodoo, LeChuck ricostituisce il suo esercito di non-morti dalla Fiera dei Dannati e lo sguinzaglia alla ricerca di Guybrush ed Elaine. Una volta trovati, li porta alla Fiera dei Dannati, dove si farà sconfiggere di nuovo, grazie ad uno starnuto.
Elaine Marley
In questo episodio non fa molto. Su Plunder Island viene subito trasformata in oro e, dopo essere stata liberata dalla maledizione, catturata, legata ed imbavagliata. La si vede nel filmato finale.

### Secondari
Voodoo Lady
In questo episodio, svolge il ruolo di sacerdotessa voodoo in un galeone rovesciato nella palude di Plunder Island. Anche in questo gioco, dà una mano a Guybrush per liberare Elaine dalla maledizione di LeChuck.
Stan
Anche in questo episodio, compare Stan. Dopo essere stato liberato da Guybrush, Stan mette in piedi una società di assicurazioni sulla vita nel cimitero di Blood Island, la Real Mutua di Stan. Dopo aver scoperto che è sopravvissuto all'essere sepolto vivo, sono state fatte ipotesi sul fatto che lui non avesse bisogno di respirare, cosa piuttosto plausibile vista la sua logorrea.
Haggis McMutton
Fegato al Sangue con Rognone Bollito nello Stomaco dell'Animale McMutton (detto Haggis) è un pirata scozzese che lavora alla Costa dei Barbieri, negozio di barbieri presente su Plunder Island.
Cominciò la sua attività da pirata a bordo della nave di Big Jake Fenorema. Fu con lui quando, su Bulky Island, morì spaccandosi la schiena per sollevare il baule pieno d'oro che costituiva il tesoro dell'isola. Durante la notte in cui tutto l'equipaggio rimase immobile a causa del suono provocato dalla rottura della schiena del capitano Fenorema, Angus McFulcrum (appena arrivato sull'isola) riuscì a trasportare la cassa sulla sua nave e a scappare con il tesoro. Dopo aver trascorso 4 anni a bordo del H.M.S. Anathema (a suo dire la più veloce nave scozzese), sentì il bisogno di diventare barbiere ed abbandonò la pirateria per unirsi ad altri tre pirati: Edward van Helgen, Bill Tagliagole e Dominique.
Per unirsi alla ciurma di Guybrush Threepwood, vuole essere sconfitto ad una gara di lancio del tronco. Dopo uno stratagemma adottato da Guybrush per vincere alla gara egli si aggrega, come promesso, alla sua ciurma. Durante il viaggio verso Blood Island non fa assolutamente niente e dopo lo scontro con l'isola, decide di ammutinare insieme agli altri due pirati.
Edward van Helgen
Edward Van Helgen è il pirata gentiluomo della Costa dei Barbieri. A suo dire, il suo nome fa tremare tutti i pirati dei Caraibi e il loro lavoro non si limita e tagliare i capelli ma aiuta la gente ad essere migliore.
Nel 1675 fu uno degli 8 sopravvissuti alla missione per la ricerca del relitto del Catarro Tintinnante. Dopo 2 mesi di navigazione, infatti, la ciurma sentì una melodia insopportabile (che si rivela essere il Monkey Island Theme di Michael Land) che la portò a buttarsi in mare per non sentirla. Al ritorno, capì che la vita di mare gli permetteva di sentire il dolce suono dell'oceano, ma era troppo pericolosa e faticosa per un uomo come lui e decise di tornare a terra, dove si unì con Dominique, un tenore, ed insieme a Bill Tagliagole e Haggis McMutton fondò una compagnia di cantanti che, con la perdita di Dominique, divenne di barbieri: la Costa dei Barbieri (The Barbery Coast).
Per entrare nella ciurma di Guybrush, lui vuole essere sfidato da gentiluomo (schiaffeggiandolo con un guanto) e gli strumenti che mette a disposizione sono il banjo e le pistole.
Bill Tagliagole
Bill è un pirata basso e grasso che, alla Costa dei Barbieri cerca di pulire un telo sporco di sangue. Per convincerlo ad entrare nella ciurma bisogna mostrargli un vero tesoro da pirata.
Cominciò la sua carriera sullo Spilorcio Rabbioso, una nave in partenza da Puerto Pollo (Plunder Island), il cui capitano aveva un sesto senso per trovare i tesori. Partito senza mappa e con un equipaggio piuttosto scettico, dopo qualche tempo di navigazione in cerchio, il capitano si rese contro che i tesori dell'equipaggio lo distraevano, così fece buttare tutto in acqua. Dopo due anni di navigazione, tornarono a Plunder Island e trovarono un tesoro vicino alla costa. Successivamente Bill si unì alla Costa dei Barbieri.
Dopo aver visto il dente d'oro di Capitan Barbagialla, capisce di aver trovato il capitano giusto e salpa con Guybrush per Blood Island.
René Rottingham
Il Capitano René Rottingham è un pirata francese che razzia le acque tra Plunder Island e Blood Island, grazie alla sua bravura nel duello con la spada. Dopo avergli rasato i capelli di cui andava fiero, Rottingham se la prende con Guybrush e gli ruba la mappa per Blood Island. Dopo avvincenti duelli con la spada ad insulti (degni del primo episodio), Guybrush riesce a sconfiggerlo distruggendo, di nuovo, il suo orgoglio.
Murray
Introdotto nel terzo episodio, questo simpatico e “demoniaco” teschio perseguiterà Guybrush, cercando di sorprenderlo con i suoi poteri demoniaci. Inizialmente, lo si può vedere galleggiare intorno al veliero di LeChuck, in quanto ex-scagnozzo del nemico. In seguito, viene ritrovato nella palude di Plunder Island. Cadrà in testa a Guybrush nella cripta della famiglia Goodsoup; infine lo vederemo ritornare nel livello finale sulla mensola dei premi per i bambini.
Wally B. Feed
Wally è una vecchia conoscenza di Guybrush Threepwood del secondo episodio. In questo capitolo, si finge un pirata dopo essere stato ai colloqui motivazionali di LeChuck ed aver usufruito dei pappa-libri sonori per diventare pirati. Copre il famoso monocolo con la benda per occhio da pirata.
Famiglia Goodsoup
La Famiglia Goodsoup era una potente famiglia di Blood Island, possedente una catena di hotel famosa in tutti i Caraibi. I componenti sono:
- Griswold Goodsoup: barista e proprietario dell'hotel di famiglia dei Goodsoup, viene presentato con una sbronza da cui Guybrush lo libera. Personaggio molto serio e devoto alla famiglia, diventa lo “zio acquisito” di Guybrush.
- Minerva Stronie Goodsoup: è la zia di Griswold e vittima degli scherzi di LeChuck. Alla ricerca di un ragazzo diverso e avventuroso, si innamora di LeChuck, che la abbandona il giorno delle nozze con la scusa di voler “far prendere un po' d'aria” al diamante di famiglia. Minnie morirà di crepacuore dopo pochi giorni alle fallite nozze ed è destinata a perseguitare la cripta di famiglia fino a che non troverà qualcuno che l'ami veramente.
- Charles DeGoulash: uno scheletro in una delle stanze dell'hotel Goodsoup. Prenderà vita e si ricongiungerà con il suo vero amore.

## Isole e luoghi
- La nave di LeChuck
- L'Isola di Plunder Island;
- Il Cetriolo di Mare – combattimenti navali e di spada;
- L'Isola di Blood Island;
- L'Isola di Skull Island;
- L'Isola di Monkey Island – La Fiera dei Dannati.

### Plunder Island
Dopo essere scappato dalla nave di LeChuck ed aver ultimato il primo capitolo del gioco (Il dono del pirata zombie LeChuck), Guybrush Threepwood approda naufrago sulla spiaggia dell'isola e regala ad Elaine Marley l'anello maledetto di LeChuck, che la trasformerà in una statua d'oro massiccio.
Sull'isola si trova la palude dimora della Voodoo Lady, che anche in questo episodio aiuterà Guybrush Threepwood a trovare l'antidoto alla maledizione di Elaine.
Puerto Pollo è l'unica città dell'isola.

### Blood Island
Guybrush Threepwood arriva sull'isola dopo avvincenti duelli con la spada tra pirati e il capitano René Rottingham ed una tempesta. Lo schianto contro l'isola distrugge la nave e la volontà della ciurma, che ammutina e abbandona Guybrush. Il compito di Guybrush su questa nuova isola sarà quello di trovare il diamante perduto di Blood Island ed il corrispondente anello (i due pezzi sono stati separati nel passato).
Blood Island era, un tempo, il fiore all'occhiello della catena di hotel-ristoranti della Famiglia Goodsoup grazie alle eruzioni del Monte Acidofilo. Quando esse smisero di avvenire a causa degli indigeni dell'isola, Blood Island perse tutto il suo charme turistico.

#### Monte Acidofilo
Il Monte Acidofilo era l'attrazione di Blood Island e garantiva alla famiglia Goodsoup la ricchezza a cui era abituata con il loro hotel. Quando arrivarono gli indigeni di Monkey Island, le eruzioni del vulcano cessarono, in quanto i cannibali vegetariani credettero che Sherman, la divinità del vulcano, fosse arrabbiata. Cominciarono a fare dei sacrifici con ogni tipo di cibo e, arrivati al brie, provocarono l'Avvento della Divina Dissenteria, capendo che Sherman era allergico al lattosio. Facendogli seguire una dieta rigida riuscirono a fermare le eruzioni.

#### Famiglia Goodsoup
(Griswold Goodsoup)
La famiglia Goodsoup è una famiglia nobile che risiede a Blood Island. L'ultimo superstite della famiglia è Griswold Goodsoup.
Nel 1631, il Barone Salmon de Fumè Goodsoup sbarcò su Scabb Island armato solo di un cucchiaio. Dopo 4 anni aveva già fondato la più importante catena di alberghi-ristoranti del Pacifico, rimanendo ancora sconosciuto nel Sud Pacifico. La famiglia VanSalad, rivale dei Goodsoup, resistette fino al 1637 e poi crollò. Con il suo crollo si definì l'Impero dei Goodsoup.
Il fiore all'occhiello della catena Goodsoup era la sede a Blood Island, resa importante dalle eruzioni del Monte Acidofilo. Con la loro fine, l'hotel dei Goodsoup di Blood Island si svuotò e rimasero solo Griswold e Madame Xima.
I componenti sono:
- C. Lambert Goodsoup (detto Clammy o Zuppa di Pesce Goodsoup): è bis bis-nonno di Griswold;
- Minerva Stronie Goodsoup (detta Minnie): zia di Griswold, era la più bella ragazza di Blood Island e tutti i ragazzi ricchi dei Caraibi la corteggiavano. Sfortunatamente per lei, aveva un debole per i pirati e, quando LeChuck sbarcò nella baia, lei se ne innamorò immediatamente. Si fidanzarono e durante le prove del matrimonio, LeChuck tolse il diamante dall'anello e disse che voleva portarlo fuori a prendere un po' d'aria. Minnie morì di crepacuore una settimana dopo il mancato matrimonio. Ora lei è destinata ad infestare la cripta di famiglia fino a che non sposerà qualcuno che la ami veramente.
- Charles DeGoulash: "amante" di Minnie, è uno scheletro rinchiuso nella stanza sigillata dell'hotel di famiglia Goodsoup. La sua stanza, dopo i rumori avvenuti decenni prima, non è più stata aperta poiché toccata dalla magia nera. Non sono chiare le motivazioni di morte di Charles. Nel suo letto, accanto al suo corpo è presente il libro: "Famiglia Goodsoup: vita per immagini".
- Griswold Goodsoup: nipote di Minnie, nonché l'ultimo rimasto dei Goodsoup e proprietario dell'hotel su Blood Island. È una persona devota alla famiglia e di idee molto conservatrici.

### Skull Island
Skull Island è un'isola minore in stretto rapporto con la vicina Blood Island. Unico posto significativo è la Grotta dei Contrabbandieri di Re Andrè, accessibile solo (prima di scoprire il passaggio segreto) da un ascensore a carrucola manovrato dall'esile Efette LaFoot in sostituzione a Muscolone.
L'unico modo per arrivare all'isola è con il Gallese Volante.

#### Gallese Volante
Il Gallese Volante è un'oscura e tenebrosa presenza, formato apparentemente da uno scheletro con la bocca e il naso mascherati.
È incappucciato ed è sempre seduto sulla sua barca a remi con un giubbotto salvagente e, di tanto in tanto, prende un panino e ne dà un morso.
Egli il solo che sia capace di non perdersi tra le spesse nebbie di Skull Island e faceva scalo tra Blood Island e Skull Island nei momenti di massimo turismo. Le leggende narrano che il Gallese Volante si sia perso tra le nebbie di Skull Island poiché il faro di Blood Island smise di funzionare.

#### Re Andrè
Re André è un ricchissimo contrabbandiere che vive sull'isola di Skull Island. È un uomo di colore pelato ed è sempre seduto sulla sua poltrona. Ha la capacità di sapere i nomi di tutti coloro che entrano nella sua grotta.
Egli abita con il suo famiglio Cruff (pelato anch'esso e con una gran brutta faccia) nella famosa Grotta dei Contrabbandieri, che terrorizza molteplici pirati di tutti i Caraibi, tanto è famosa la malvagità dei due uomini. Il duo è in possesso di immense ricchezze, accatastate tutte alle spalle di Re André nella grotta.

### Fiera dei Dannati
Già presente in Monkey Island 2: LeChuck's Revenge, la Fiera dei Dannati è il parco divertimenti di LeChuck, situato sull'isola di Monkey Island, dove è presente la Testa di Scimmia, suo vecchio covo.
Ora il sito è usato da LeChuck per crearsi nuove reclute fra gli ignari partecipanti ai divertimenti del posto. In un video durante il gioco viene mostrato un carrello delle montagne russe pieno di persone vive che entrando nella lava ne esce non-morta.

## Citazioni
Come sempre avviene nella serie, la storia contiene molti riferimenti umoristici ad altri giochi degli stessi produttori. Nel teatro di Plunder Island ad esempio, mentre si manovrano i controlli delle luci, queste disegnano sul fondale del palco la testa del coniglio Max. Verso la fine del gioco è possibile trovare una bambola dalle sembianze del solito coniglio Max nel covo dei Contrabbandieri di Skull Island. Su Blood Island, Guybrush può ritrovarsi all'interno di alcune location del primo Monkey Island. Vengono inoltre citati altri giochi LucasArts: Loom, The Dig, e Grim Fandango, il cui protagonista Manny Calavera compare come avventore di un ristorante.